# Sami Ibrahim
Sami Ibrahim Mansour (in arabo سامي إبراهيم منصور‎?; 20 maggio 1926 – ...) è stato un cestista egiziano.

## Carriera
Con l'Egitto ha disputato i Giochi olimpici di Helsinki 1952.